# Liste der Naturdenkmale in Märkische Heide
Die Liste der Naturdenkmale in Märkische Heide nennt die Naturdenkmale in Märkische Heide im Landkreis Dahme-Spreewald in Brandenburg.
In den Spalten befinden sich folgende Informationen:
- Nr.: Identifizierungsnummer nach veröffentlichter Liste. Sie wird von der unteren Naturschutzbehörde des Landkreises oder der kreisfreien Stadt vergeben. Wenn sie bekannt ist, wird sie angegeben. In dieser Spalte kann sich zusätzlich das Wort Wikidata befinden, der entsprechende Link führt zu Angaben zu diesem Naturdenkmal bei Wikidata.
- Bezeichnung: Benennung des Naturdenkmals, in der Regel wird bei Bäume die Baumart genannt. Bekannte Eigennamen werden mit angegeben.
- Gemarkung: Ort oder Gemarkung, in der sich das Naturdenkmal befindet
- Lage: Nennt die Lage des Naturdenkmals im jeweiligen Ortsteil und die geografischen Koordinaten des Naturdenkmals. Link zu einem Kartenansichtstool, um Koordinaten zu setzen. In der Kartenansicht sind Naturdenkmale ohne Koordinaten mit einem roten beziehungsweise orangen Marker dargestellt und können in der Karte gesetzt werden. Denkmale ohne Bild sind mit einem blauen bzw. roten Marker gekennzeichnet, Denkmale mit Bild mit einem grünen beziehungsweise orangen Marker.
- Beschreibung: die Beschreibung des Naturdenkmales
- Schutzzweck: Erläutert den Grund der Unterschutzstellung
- Bild: Zeigt ein Bild des Naturdenkmales und gegebenenfalls ein Link zu weiteren Fotos im Medienarchiv Wikimedia Commons

## Glietz
| Bild                           | Bezeichnung | Lage                                                   | Beschreibung | Schutzzweck | Nummer |
| ------------------------------ | ----------- | ------------------------------------------------------ | ------------ | ----------- | ------ |
| Weitere Bilder Fotos hochladen | Eiche       | Glietz, auf Dorfplatz (52° 0′ 32,6″ N, 14° 4′ 52,5″ O) |              |             |        |

## Groß Leine
| Bild | Bezeichnung | Lage                                                            | Beschreibung | Schutzzweck | Nummer |
| ---- | ----------- | --------------------------------------------------------------- | ------------ | ----------- | ------ |
| BW   | Stieleiche  | Groß Leine, auf dem Dorfplatz (51° 59′ 53,6″ N, 14° 3′ 50,4″ O) |              |             |        |

## Groß Leuthen
| Bild                           | Bezeichnung | Lage                                                                               | Beschreibung | Schutzzweck | Nummer |
| ------------------------------ | ----------- | ---------------------------------------------------------------------------------- | ------------ | ----------- | ------ |
| Weitere Bilder Fotos hochladen | Eiche       | Groß Leuthen, bei der Kirche, Flur 1, Flurstück 841 (52° 2′ 20″ N, 14° 2′ 33,5″ O) |              |             |        |

## Klein Leine
| Bild                                    | Bezeichnung                | Lage                              | Beschreibung | Schutzzweck | Nummer |
| --------------------------------------- | -------------------------- | --------------------------------- | ------------ | ----------- | ------ |
| Direkt Bild zu diesem Denkmal hochladen | Stieleiche (Friedenseiche) | Klein Leine, auf dem Dorfplatz () |              |             |        |

## Kuschkow
| Bild                                    | Bezeichnung  | Lage                           | Beschreibung | Schutzzweck | Nummer |
| --------------------------------------- | ------------ | ------------------------------ | ------------ | ----------- | ------ |
| Direkt Bild zu diesem Denkmal hochladen | Traubeneiche | Kuschkow, auf dem Dorfplatz () |              |             |        |

## Leibchel
| Bild            | Bezeichnung | Lage                                                         | Beschreibung       | Schutzzweck | Nummer |
| --------------- | ----------- | ------------------------------------------------------------ | ------------------ | ----------- | ------ |
| Fotos hochladen | Stieleiche  | Leibchel, am Kriegerdenkmal (52° 1′ 45,8″ N, 14° 4′ 39,5″ O) | vermutlich gefällt |             |        |

## Plattkow
| Bild                                    | Bezeichnung             | Lage                                             | Beschreibung | Schutzzweck | Nummer |
| --------------------------------------- | ----------------------- | ------------------------------------------------ | ------------ | ----------- | ------ |
| Direkt Bild zu diesem Denkmal hochladen | Kiefer (Beeskow-Kiefer) | Plattkow, am Straßendreieck Plattkow - Werder () |              |             |        |

## Schuhlen
| Bild                           | Bezeichnung | Lage                                                                           | Beschreibung | Schutzzweck | Nummer |
| ------------------------------ | ----------- | ------------------------------------------------------------------------------ | ------------ | ----------- | ------ |
| Weitere Bilder Fotos hochladen | Stieleiche  | Schuhlen, Dorfstraße, Flur 2, Flurstück 376/3 (52° 3′ 22,6″ N, 14° 6′ 29,7″ O) |              |             |        |

## Wittmannsdorf
| Bild | Bezeichnung | Lage                                                                            | Beschreibung                             | Schutzzweck | Nummer |
| ---- | ----------- | ------------------------------------------------------------------------------- | ---------------------------------------- | ----------- | ------ |
| BW   | Eiche       | Wittmannsdorf, Flur 2, Flurstück 79/7 (Kirche) (52° 4′ 35,9″ N, 14° 3′ 19,5″ O) | Baum vor Ort nicht auffindbar 27.07.2023 |             |        |

## Quelle
Die Daten wurden vom Umweltamt des Landkreises Dahme-Spreewald zur Verfügung gestellt.